# Грядско
Грядско — деревня в Солецком муниципальном округе Новгородской области России. До 2020 года входила в состав Дубровского сельского поселения.

## География
Деревня находится в западной части Новгородской области, в зоне хвойно-широколиственных лесов, в пределах Приильменской низменности, на левом берегу реки Крапивенки, на расстоянии примерно 16 километров (по прямой) к западу-северо-западу от города Сольцы, административного центра района. Абсолютная высота — 62 метра над уровнем моря.

### Климат
Климат района характеризуется как умеренно континентальный, влажный, с нежарким коротким летом и умеренно холодной зимой. Среднегодовая многолетняя температура воздуха составляет 4,4 °С. Средняя многолетняя температура самого холодного месяца (января) составляет −7,5 °С (абсолютный минимум — −38 °C); самого тёплого месяца (июля) —17,9 °C (абсолютный максимум — 33 °C). Безморозный период длится около 139 дней. Среднегодовое количество атмосферных осадков — 571 мм, из которых большая часть выпадает в тёплый период. Снежный покров держится в течение 126 дней.

### Часовой пояс
Деревня Грядско, как и вся Новгородская область, находится в часовой зоне МСК (московское время). Смещение применяемого времени относительно UTC составляет +3:00.

## Население
| 2010 |
| ---- |
| 0    |

Согласно результатам переписи 2002 года, в национальной структуре населения русские составляли 100 % из 7 чел.